# Liste des mammifères en Azerbaïdjan

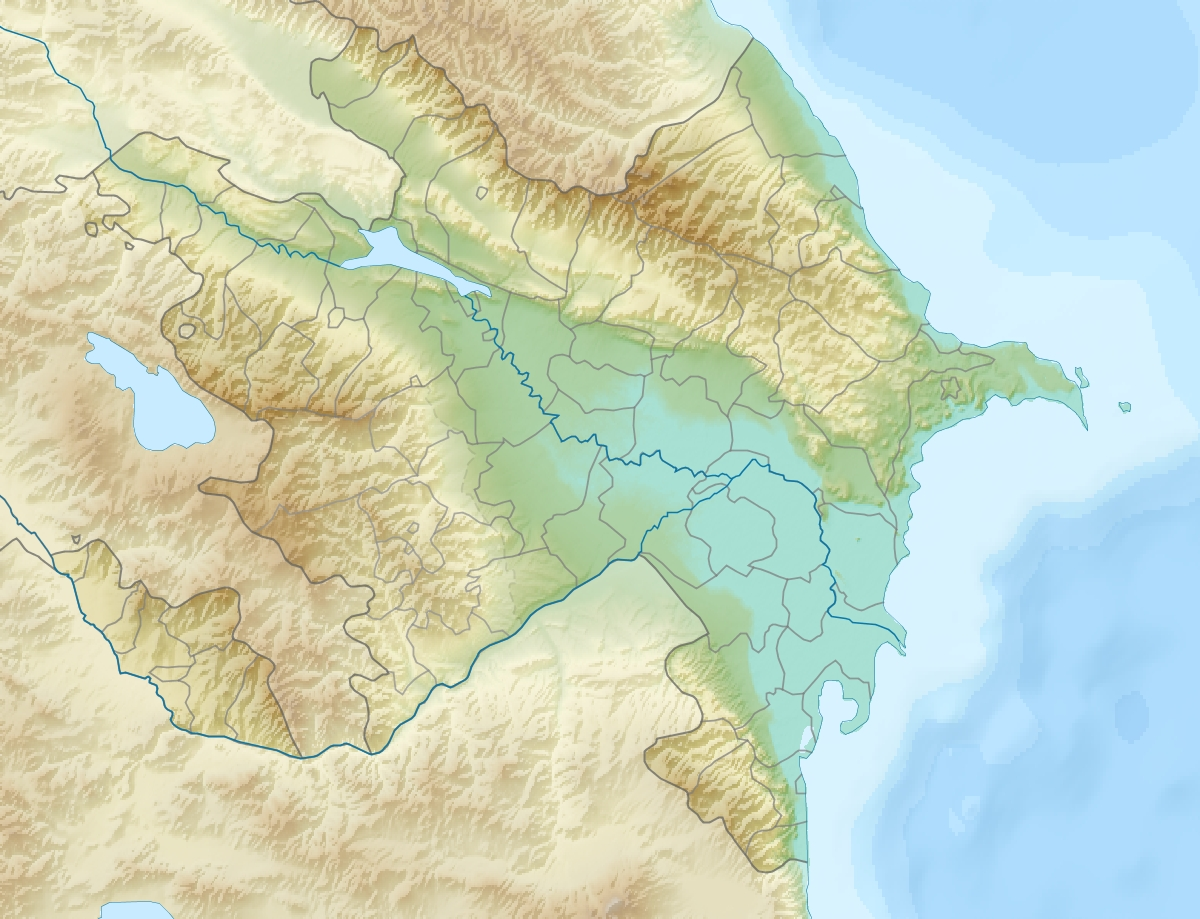
Carte topographique de l'Azerbaïdjan.

Localisation de l'Azerbaïdjan en Asie.

Localisation de l'Azerbaïdjan en Europe.

Cette liste commentée recense la mammalofaune en Azerbaïdjan. Elle répertorie les espèces de mammifères azerbaïdjanais actuels et celles qui ont été récemment classifiées comme éteintes (à partir de l'Holocène, depuis donc 11 700 ans av. J.‑C.). Cette liste comporte 127 espèces réparties en neuf ordres et 28 familles, dont quatre sont « en danger », huit sont « vulnérables », douze sont « quasi menacées » et quatre ont des « données insuffisantes » pour être classées (selon les critères de la liste rouge de l'UICN au niveau mondial).
Elle contient au moins six espèces introduites sur ce territoire, qui sont plus ou moins bien acclimatées. Il peut contenir aussi dans cette liste des animaux non reconnus par la liste rouge de l'UICN (trois mammifères ici) et ils sont classés en « non évalué » : cela étant dû notamment au manque de données et à des espèces domestiques, disparues ou éteintes avant le XVIe siècle. Il n'existe pas en Azerbaïdjan d'espèces et de sous-espèces de mammifères endémiques.

## Statuts de la liste rouge de l'UICN
Les statuts de conservation utilisés par la liste rouge de l'UICN mondiale sont :
| (EX) | Éteint                  | Il n'y a pas le moindre doute sur le fait que le dernier spécimen recensé est mort.                                                                   |
| (EW) | Éteint à l'état sauvage | L'espèce est connue uniquement en captivité ou en tant que population naturalisée bien en dehors de son ancienne aire de répartition.                 |
| (CR) | En danger critique      | L'espèce risque prochainement de s'éteindre à l'état sauvage.                                                                                         |
| (EN) | En danger               | L'espèce fait face à un très gros risque d'extinction à l'état sauvage.                                                                               |
| (VU) | Vulnérable              | L'espèce fait face à un gros risque d'extinction à l'état sauvage.                                                                                    |
| (NT) | Quasi menacé            | L'espèce ne satisfait pas un ou plusieurs des critères prévus qui permettraient de la catégoriser, mais pourrait risquer de s'éteindre dans le futur. |
| (LC) | Préoccupation mineure   | Il n'y a pas de risque identifiable pour l'espèce. |
| (DD) | Données insuffisantes   | Il n'y a pas d'information adéquate qui permettraient de faire une évaluation des risques pour cette espèce.                                          |
| (NE) | Non évalué              | L'espèce n'a pas encore été confrontée aux critères précédents, n'est pas reconnue par l'UICN ou bien s'est éteinte avant le XVIe siècle.             |

## Ordre:Primates

### Famille:Hominidés
| Nom binominal, nom vulgaire et citation d'auteurs | Nom vulgaire azéri (langue officielle de l'Azerbaïdjan) | Origine et statut en Azerbaïdjan | Aire de répartition                    | Statut UICN mondial | Image         |
| ------------------------------------------------- | ------------------------------------------------------- | -------------------------------- | -------------------------------------- | ------------------- | ------------- |
| Homo sapiens (Homme moderne) Linnaeus, 1758       | İnsan                                                   | Autochtone,                      | Aire de répartition de l'Homme moderne | [ 2 ]               | Homme moderne |

## Ordre:Lagomorphes

### Famille:Léporidés
| Nom binominal, nom vulgaire et citation d'auteurs | Nom vulgaire azéri (langue officielle de l'Azerbaïdjan) | Origine et statut en Azerbaïdjan | Aire de répartition                    | Statut UICN mondial | Image           |
| ------------------------------------------------- | ------------------------------------------------------- | -------------------------------- | -------------------------------------- | ------------------- | --------------- |
| Lepus europaeus (Lièvre d'Europe) Pallas, 1778    | Boz dovşan                                              | Autochtone                       | Aire de répartition du Lièvre d'Europe | [ 4 ]               | Lièvre d'Europe |

## Ordre:Rodentiens

### Famille:Castoridés
| Nom binominal, nom vulgaire et citation d'auteurs | Nom vulgaire azéri (langue officielle de l'Azerbaïdjan) | Origine et statut en Azerbaïdjan | Aire de répartition                     | Statut UICN mondial | Image            |
| ------------------------------------------------- | ------------------------------------------------------- | -------------------------------- | --------------------------------------- | ------------------- | ---------------- |
| Castor fiber (Castor d'Eurasie) Linnaeus, 1758    | — aucun —                                               | Autochtone (Disparu),            | Aire de répartition du Castor d'Eurasie | [ 6 ]               | Castor d'Eurasie |

### Famille:Hystricidés
| Nom binominal, nom vulgaire et citation d'auteurs | Nom vulgaire azéri (langue officielle de l'Azerbaïdjan) | Origine et statut en Azerbaïdjan | Aire de répartition    | Statut UICN mondial | Image            |
| ------------------------------------------------- | ------------------------------------------------------- | -------------------------------- | ---------------------- | ------------------- | ---------------- |
| Hystrix indica (Porc-épic indien) Kerr, 1792      | Hindistan tirəndazı                                     | Autochtone                       | Illustration manquante | [ 7 ]               | Porc-épic indien |

### Famille:Myocastoridés
| Nom binominal, nom vulgaire et citation d'auteurs | Nom vulgaire azéri (langue officielle de l'Azerbaïdjan) | Origine et statut en Azerbaïdjan | Aire de répartition             | Statut UICN mondial | Image    |
| ------------------------------------------------- | ------------------------------------------------------- | -------------------------------- | ------------------------------- | ------------------- | -------- |
| Myocastor coypus (Ragondin) (Molina, 1782)        | Nutriyakimilər                                          | Allochtone (Introduit),          | Aire de répartition du Ragondin | [ 9 ]               | Ragondin |

### Famille:Dipodidés
| Nom binominal, nom vulgaire et citation d'auteurs       | Nom vulgaire azéri (langue officielle de l'Azerbaïdjan) | Origine et statut en Azerbaïdjan | Aire de répartition                            | Statut UICN mondial | Image                  |
| ------------------------------------------------------- | ------------------------------------------------------- | -------------------------------- | ---------------------------------------------- | ------------------- | ---------------------- |
| Allactaga elater (Petite Gerboise) (Lichtenstein, 1828) | Kiçik ərəbdovşanı                                       | Autochtone                       | Aire de répartition du Petit Gerboise          | [ 10 ]              | Petite Gerboise        |
| Allactaga williamsi Thomas, 1897                        | Kiçik Asiya dağ ərəbdovşanı                             | Autochtone                       | Illustration manquante                         | [ 11 ]              | Illustration manquante |
| Sicista betulina (Siciste des bouleaux) (Pallas, 1779)  | Ağcaqayın ərəbdovşanı                                   | Autochtone                       | Aire de répartition de la Siciste des bouleaux | [ 12 ]              | Siciste des bouleaux   |

### Famille:Calomyscidés
| Nom binominal, nom vulgaire et citation d'auteurs       | Nom vulgaire azéri (langue officielle de l'Azerbaïdjan) | Origine et statut en Azerbaïdjan | Aire de répartition    | Statut UICN mondial | Image                  |
| ------------------------------------------------------- | ------------------------------------------------------- | -------------------------------- | ---------------------- | ------------------- | ---------------------- |
| Calomyscus mystax Kashkarov, 1925                       | Əfqan dağsiçanı                                         | Autochtone                       | Illustration manquante | [ 13 ]              | Illustration manquante |
| Calomyscus urartensis Vorontsov (sv) & Kartavseva, 1979 | Kəsəyən dağ siçancığı                                   | Autochtone                       | Illustration manquante | [ 14 ]              | Illustration manquante |

### Famille:Cricétidés
| Nom binominal, nom vulgaire et citation d'auteurs         | Nom vulgaire azéri (langue officielle de l'Azerbaïdjan) | Origine et statut en Azerbaïdjan | Aire de répartition                         | Statut UICN mondial | Image                  |
| --------------------------------------------------------- | ------------------------------------------------------- | -------------------------------- | ------------------------------------------- | ------------------- | ---------------------- |
| Arvicola amphibius (Campagnol terrestre) (Linnaeus, 1758) | Su siçovulu                                             | Autochtone                       | Aire de répartition du Campagnol terrestre  | [ 15 ]              | Campagnol terrestre    |
| Chionomys gud (Satunin, 1909)                             | Qafqaz qar çöl siçanı                                   | Autochtone                       | Illustration manquante                      | [ 16 ]              | Illustration manquante |
| Chionomys nivalis (Campagnol des neiges) (Martins, 1842)  | Avropa qar çöl siçanı                                   | Autochtone                       | Aire de répartition du Campagnol des neiges | [ 17 ]              | Campagnol des neiges   |
| Chionomys roberti (Thomas, 1906)                          | Kiçik Asiya qar çöl siçanı                              | Autochtone                       | Illustration manquante                      | [ 18 ]              | Illustration manquante |
| Microtus schelkovnikovi (Satunin, 1907)                   | Şelkovnikov kolluq çöl siçanı                           | Autochtone                       | Illustration manquante                      | [ 19 ]              | Illustration manquante |
| Microtus arvalis (Campagnol des champs) (Pallas, 1778)    | Adi tarlasiçan                                          | Autochtone                       | Aire de répartition du Campagnol des champs | [ 20 ]              | Campagnol des champs   |
| Microtus levis (Campagnol d'Ondrias) Miller, 1908         | — aucun —                                               | Autochtone                       | Illustration manquante                      | [ 21 ]              | Campagnol d'Ondrias    |
| Microtus socialis (Pallas, 1773)                          | İctimai çöl siçanı                                      | Autochtone                       | Illustration manquante                      | [ 22 ]              | Microtus socialis      |
| Microtus daghestanicus (Shidlovsky, 1919)                 | Dağıstan çöl siçanı                                     | Autochtone                       | Illustration manquante                      | [ 23 ]              | Illustration manquante |
| Microtus majori Thomas, 1906                              | Kiçik asiya kolluq siçanı                               | Autochtone                       | Illustration manquante                      | [ 24 ]              | Illustration manquante |
| Microtus nasarovi (Shidlovsky, 1938)                      | Nəzərov tarla siçanı                                    | Autochtone                       | Illustration manquante                      | [ 25 ]              | Illustration manquante |
| Ellobius lutescens Thomas, 1897                           | Dağ korcası                                             | Autochtone                       | Illustration manquante                      | [ 26 ]              | Illustration manquante |
| Cricetulus migratorius (Hamster migrateur) (Pallas, 1773) | Boz siçancıq                                            | Autochtone                       | Illustration manquante                      | [ 27 ]              | Illustration manquante |
| Mesocricetus brandti (Hamster de Turquie) (Nehring, 1898) | Kiçik Asiya siçancığı                                   | Autochtone                       | Illustration manquante                      | [ 28 ]              | Illustration manquante |

### Famille:Muridés
| Nom binominal, nom vulgaire et citation d'auteurs            | Nom vulgaire azéri (langue officielle de l'Azerbaïdjan) | Origine et statut en Azerbaïdjan | Aire de répartition                     | Statut UICN mondial | Image                  |
| ------------------------------------------------------------ | ------------------------------------------------------- | -------------------------------- | --------------------------------------- | ------------------- | ---------------------- |
| Meriones libycus (Mérione libyen) Lichtenstein, 1823         | Qırmızıquyruq qum siçanı                                | Autochtone                       | Illustration manquante                  | [ 29 ]              | Illustration manquante |
| Meriones persicus (Mérione de Perse) (Blanford, 1875)        | İran qum siçanı                                         | Autochtone                       | Illustration manquante                  | [ 30 ]              | Mérione de Perse       |
| Meriones tristrami (Mérione de Tristram) Thomas, 1892        | Kiçik Asiya qum siçanı                                  | Autochtone                       | Illustration manquante                  | [ 31 ]              | Mérione de Tristram    |
| Meriones vinogradovi (Mérione de Vinogradov) Heptner, 1931   | Vinoqradov qum siçanı                                   | Autochtone                       | Illustration manquante                  | [ 32 ]              | Illustration manquante |
| Apodemus agrarius (Mulot rayé) (Pallas, 1771)                | Tarla siçanı                                            | Autochtone                       | Illustration manquante                  | [ 33 ]              | Mulot rayé             |
| Apodemus hyrcanicus Vorontsov, Boyeskorov & Mezhzherin, 1992 | Talış meşə siçanı                                       | Autochtone                       | Illustration manquante                  | [ 34 ]              | Illustration manquante |
| Apodemus ponticus (Sviridenko, 1936)                         | Qafqaz meşə siçanı                                      | Autochtone                       | Illustration manquante                  | [ 35 ]              | Illustration manquante |
| Apodemus uralensis (Mulot pygmée) (Pallas, 1811)             | Kiçik meşə siçanı                                       | Autochtone                       | Aire de répartition du Mulot pygmée     | [ 36 ]              | Mulot pygmée           |
| Apodemus witherbyi (Mulot des steppes) (Thomas, 1902)        | Sarıqarın siçan                                         | Autochtone                       | Illustration manquante                  | [ 37 ]              | Illustration manquante |
| Micromys minutus (Rat des moissons) (Pallas, 1771)           | Cırtdan siçan                                           | Autochtone                       | Aire de répartition du Rat des moissons | [ 38 ]              | Rat des moissons       |
| Mus macedonicus (Souris de Macédoine) Petrov & Ruzic, 1983   | Makedoniya siçanı                                       | Autochtone                       | Illustration manquante                  | [ 39 ]              | Illustration manquante |
| Mus musculus (Souris grise) Linnaeus, 1758                   | Ev siçanı                                               | Allochtone (Introduit),          | Aire de répartition de la Souris grise  | [ 40 ]              | Souris grise           |
| Rattus norvegicus (Rat surmulot) (Berkenhout, 1769)          | Boz siçovul                                             | Allochtone (Introduit)           | Aire de répartition du Rat surmulot     | [ 42 ]              | Rat surmulot           |
| Rattus rattus (Rat noir) (Linnaeus, 1758)                    | Qara siçovul                                            | Allochtone (Introduit)           | Aire de répartition du Rat noir         | [ 44 ]              | Rat noir               |

### Famille:Gliridés
| Nom binominal, nom vulgaire et citation d'auteurs | Nom vulgaire azéri (langue officielle de l'Azerbaïdjan) | Origine et statut en Azerbaïdjan | Aire de répartition              | Statut UICN mondial | Image                  |
| ------------------------------------------------- | ------------------------------------------------------- | -------------------------------- | -------------------------------- | ------------------- | ---------------------- |
| Glis glis (Loir gris) Linnaeus, 1766              | Süleysin                                                | Autochtone                       | Aire de répartition du Loir gris | [ 45 ]              | Loir gris              |
| Dryomys nitedula (Lérotin commun) (Pallas, 1778)  | Meşə süleysünü                                          | Autochtone                       | Illustration manquante           | [ 46 ]              | Lérotin commun         |
| Myomimus setzeri Rossolimo, 1976                  | Setzer süleysünü                                        | Autochtone                       | Illustration manquante           | [ 47 ]              | Illustration manquante |

### Famille:Sciuridés
| Nom binominal, nom vulgaire et citation d'auteurs   | Nom vulgaire azéri (langue officielle de l'Azerbaïdjan) | Origine et statut en Azerbaïdjan | Aire de répartition                    | Statut UICN mondial | Image               |
| --------------------------------------------------- | ------------------------------------------------------- | -------------------------------- | -------------------------------------- | ------------------- | ------------------- |
| Sciurus vulgaris (Écureuil roux) Linnaeus, 1758     | Adi sincab                                              | Allochtone (Introduit)           | Aire de répartition de l'Écureuil roux | [ 48 ]              | Écureuil roux       |
| Sciurus anomalus (Écureuil du Caucase) Gmelin, 1778 | İran sincabı                                            | Autochtone                       | Illustration manquante                 | [ 49 ]              | Écureuil du Caucase |

## Ordre:Érinacéomorphes

### Famille:Érinacéidés
| Nom binominal, nom vulgaire et citation d'auteurs   | Nom vulgaire azéri (langue officielle de l'Azerbaïdjan) | Origine et statut en Azerbaïdjan | Aire de répartition                      | Statut UICN mondial | Image             |
| --------------------------------------------------- | ------------------------------------------------------- | -------------------------------- | ---------------------------------------- | ------------------- | ----------------- |
| Erinaceus concolor (Hérisson oriental) Martin, 1838 | Şərqi Avropa kirpisi                                    | Autochtone                       | Aire de répartition du Hérisson oriental | [ 50 ]              | Hérisson oriental |

## Ordre:Soricomorphes

### Famille:Soricidés
| Nom binominal, nom vulgaire et citation d'auteurs           | Nom vulgaire azéri (langue officielle de l'Azerbaïdjan) | Origine et statut en Azerbaïdjan | Aire de répartition                             | Statut UICN mondial | Image                  |
| ----------------------------------------------------------- | ------------------------------------------------------- | -------------------------------- | ----------------------------------------------- | ------------------- | ---------------------- |
| Crocidura armenica Gureev, 1963                             | — aucun —                                               | Autochtone                       | Aire de répartition de Crocidura armenica       | [ 51 ]              | Illustration manquante |
| Crocidura caspica Thomas, 1907                              | Xəzər qonurdişi                                         | Autochtone                       | Aire de répartition de Crocidura caspica        | [ 52 ]              | Illustration manquante |
| Crocidura leucodon (Crocidure leucode) (Hermann, 1780)      | Ağqarın ağdiş                                           | Autochtone                       | Aire de répartition de la Crocidure leucode     | [ 53 ]              | Crocidure leucode      |
| Crocidura serezkyensis Laptev, 1929                         | Serezkaya qonurdişi                                     | Autochtone                       | Aire de répartition de Crocidura serezkyensis   | [ 54 ]              | Illustration manquante |
| Crocidura suaveolens (Crocidure des jardins) (Pallas, 1811) | Kiçik qonurdişi                                         | Autochtone                       | Aire de répartition de la Crocidure des jardins | [ 55 ]              | Crocidure des jardins  |
| Suncus etruscus (Pachyure étrusque) (Savi, 1822)            | Cırdtan ağdiş                                           | Autochtone                       | Aire de répartition du Pachyure étrusque        | [ 56 ]              | Pachyure étrusque      |
| Neomys teres Miller, 1908                                   | Şelkovnikov su kutorası                                 | Autochtone                       | Aire de répartition de Neomys teres             | [ 57 ]              | Illustration manquante |
| Sorex minutus (Musaraigne pygmée) Linnaeus, 1766            | Avrasiya qonurdişi                                      | Autochtone                       | Aire de répartition de la Musaraigne pygmée     | [ 58 ]              | Musaraigne pygmée      |
| Sorex raddei Satunin, 1895                                  | Rade qonurdişi                                          | Autochtone                       | Aire de répartition de Sorex raddei             | [ 59 ]              | Illustration manquante |
| Sorex satunini Ognev, 1922                                  | Qafqaz qonurdişi                                        | Autochtone                       | Aire de répartition de Sorex satunini           | [ 60 ]              | Illustration manquante |
| Sorex volnuchini Ognev, 1922                                | Volnuxin qonurdişi                                      | Autochtone                       | Aire de répartition de Sorex volnuchini         | [ 61 ]              | Illustration manquante |

### Famille:Talpidés
| Nom binominal, nom vulgaire et citation d'auteurs | Nom vulgaire azéri (langue officielle de l'Azerbaïdjan) | Origine et statut en Azerbaïdjan | Aire de répartition                       | Statut UICN mondial | Image                  |
| ------------------------------------------------- | ------------------------------------------------------- | -------------------------------- | ----------------------------------------- | ------------------- | ---------------------- |
| Talpa levantis (Taupe du Levant) Thomas, 1906     | Kiçik köstəbək                                          | Autochtone                       | Aire de répartition de la Taupe du Levant | [ 62 ]              | Illustration manquante |

## Ordre:Chiroptères

### Famille:Molossidés
| Nom binominal, nom vulgaire et citation d'auteurs         | Nom vulgaire azéri (langue officielle de l'Azerbaïdjan) | Origine et statut en Azerbaïdjan | Aire de répartition                       | Statut UICN mondial | Image              |
| --------------------------------------------------------- | ------------------------------------------------------- | -------------------------------- | ----------------------------------------- | ------------------- | ------------------ |
| Tadarida teniotis (Molosse de Cestoni) (Rafinesque, 1814) | Enliqulaq bükükdodaq                                    | Autochtone                       | Aire de répartition du Molosse de Cestoni | [ 63 ]              | Molosse de Cestoni |

### Famille:Rhinolophidés
| Nom binominal, nom vulgaire et citation d'auteurs             | Nom vulgaire azéri (langue officielle de l'Azerbaïdjan) | Origine et statut en Azerbaïdjan | Aire de répartition                          | Statut UICN mondial | Image                  |
| ------------------------------------------------------------- | ------------------------------------------------------- | -------------------------------- | -------------------------------------------- | ------------------- | ---------------------- |
| Rhinolophus blasii (Rhinolophe de Blasius) Peters, 1866       | Blazius nalburunu                                       | Autochtone                       | Aire de répartition du Rhinolophe de Blasius | [ 64 ]              | Illustration manquante |
| Rhinolophus euryale (Rhinolophe euryale) Blasius, 1853        | Cənub nalburunu                                         | Autochtone                       | Aire de répartition du Rhinolophe euryale    | [ 65 ]              | Rhinolophe euryale     |
| Rhinolophus ferrumequinum (Grand Rhinolophe) (Schreber, 1774) | Böyük nalburun                                          | Autochtone                       | Aire de répartition du Grand Rhinolophe      | [ 66 ]              | Grand Rhinolophe       |
| Rhinolophus hipposideros (Petit Rhinolophe) (Bechstein, 1800) | Kiçik nalburun                                          | Autochtone                       | Aire de répartition du Petit Rhinolophe      | [ 67 ]              | Petit Rhinolophe       |
| Rhinolophus mehelyi (Rhinolophe de Méhely) Matschie, 1901     | Meheli nalburunu                                        | Autochtone                       | Aire de répartition du Rhinolophe de Méhely  | [ 68 ]              | Rhinolophe de Méhely   |

### Famille:Vespertilionidés
| Nom binominal, nom vulgaire et citation d'auteurs                             | Nom vulgaire azéri (langue officielle de l'Azerbaïdjan) | Origine et statut en Azerbaïdjan | Aire de répartition                                | Statut UICN mondial | Image                       |
| ----------------------------------------------------------------------------- | ------------------------------------------------------- | -------------------------------- | -------------------------------------------------- | ------------------- | --------------------------- |
| Miniopterus pallidus Thomas, 1907                                             | — aucun —                                               | Autochtone                       | Illustration manquante                             | (NE)                | Illustration manquante      |
| Miniopterus schreibersii (Minioptère de Schreibers) (Kuhl, 1817)              | Adi uzunqanad                                           | Autochtone                       | Aire de répartition du Minioptère de Schreibers    | [ 70 ]              | Minioptère de Schreibers    |
| Myotis aurascens (Murin doré) Kuzyakin, 1935                                  | Step şəbpərəsi                                          | Autochtone                       | Aire de répartition du Murin doré                  | [ 71 ]              | Illustration manquante      |
| Myotis bechsteinii (Murin de Bechstein) (Kuhl, 1817)                          | Behşteyn şəbpərəsi                                      | Autochtone                       | Aire de répartition du Murin de Bechstein          | [ 72 ]              | Murin de Bechstein          |
| Myotis blythii (Petit Murin) (Tomes, 1857)                                    | İtiqulaq şəbpərə                                        | Autochtone,                      | Aire de répartition du Petit Murin                 | [ 73 ]              | Petit Murin                 |
| Myotis brandtii (Murin de Brandt) (Eversmann, 1845)                           | — aucun —                                               | Autochtone                       | Aire de répartition du Murin de Brandt             | [ 75 ]              | Murin de Brandt             |
| Myotis daubentonii (Murin de Daubenton) (Kuhl, 1817)                          | — aucun —                                               | Autochtone                       | Aire de répartition du Murin de Daubenton          | [ 76 ]              | Murin de Daubenton          |
| Myotis emarginatus (Murin à oreilles échancrées) (É. Geoffroy, 1806)          | Üçrəng gecə şəbpərəsi                                   | Autochtone                       | Aire de répartition du Murin à oreilles échancrées | [ 77 ]              | Murin à oreilles échancrées |
| Myotis mystacinus (Murin à moustaches) (Kuhl, 1817)                           | Bığlı şəbpərə                                           | Autochtone                       | Aire de répartition du Murin à moustaches          | [ 78 ]              | Murin à moustaches          |
| Myotis nattereri (Murin de Natterer) (Kuhl, 1817)                             | Natterer şəbpərəsi                                      | Autochtone                       | Aire de répartition du Murin de Natterer           | [ 79 ]              | Murin de Natterer           |
| Myotis nipalensis (Murin du Népal) Dobson, 1871                               | Nepal şəbpərəsi                                         | Peut-être autochtone,            | Aire de répartition du Murin du Népal              | [ 80 ]              | Illustration manquante      |
| Eptesicus bottae (Sérotine de Botta) (Peters, 1869)                           | Səhra yarasası                                          | Autochtone                       | Illustration manquante                             | [ 81 ]              | Illustration manquante      |
| Eptesicus nilssonii (Sérotine de Nilsson) (Keyserling & Blasius, 1839)        | Şimal könlücəsi                                         | Autochtone                       | Aire de répartition de la Sérotine de Nilsson      | [ 82 ]              | Sérotine de Nilsson         |
| Eptesicus serotinus (Sérotine commune) (Schreber, 1774)                       | Dağ könlücəsi                                           | Autochtone                       | Aire de répartition de la Sérotine commune         | [ 83 ]              | Sérotine commune            |
| Nyctalus lasiopterus (Grande Noctule) (Schreber, 1780)                        | Böyük səhər yarasası                                    | Peut-être autochtone,            | Aire de répartition de la Grande Noctule           | [ 84 ]              | Grande Noctule              |
| Nyctalus leisleri (Noctule de Leisler) (Kuhl, 1817)                           | Kiçik axşam yarasası                                    | Autochtone                       | Aire de répartition de la Noctule de Leisler       | [ 85 ]              | Noctule de Leisler          |
| Nyctalus noctula (Noctule commune) (Schreber, 1774)                           | Kürən axşam yarasası                                    | Autochtone                       | Aire de répartition de la Noctule commune          | [ 86 ]              | Noctule commune             |
| Pipistrellus kuhlii (Pipistrelle de Kuhl) (Kuhl, 1817)                        | Küli şəbpərəsi                                          | Autochtone                       | Aire de répartition de la Pipistrelle de Kuhl      | [ 87 ]              | Pipistrelle de Kuhl         |
| Pipistrellus nathusii (Pipistrelle de Nathusius) (Keyserling & Blasius, 1839) | Natuzius şəbpərəsi                                      | Autochtone                       | Aire de répartition de la Pipistrelle de Nathusius | [ 88 ]              | Pipistrelle de Nathusius    |
| Pipistrellus pipistrellus (Pipistrelle commune) (Schreber, 1774)              | Cırtdan şəbpərə                                         | Autochtone                       | Aire de répartition de la Pipistrelle commune      | [ 89 ]              | Pipistrelle commune         |
| Pipistrellus pygmaeus (Pipistrelle pygmée) (Leach, 1825)                      | Piqmey şəbpərə                                          | Autochtone                       | Aire de répartition de la Pipistrelle pygmée       | [ 90 ]              | Pipistrelle pygmée          |
| Barbastella barbastellus (Barbastelle d'Europe) (Schreber, 1774)              | Avropa enliqulaqı                                       | Autochtone                       | Aire de répartition de la Barbastelle d'Europe     | [ 91 ]              | Barbastelle d'Europe        |
| Barbastella darjelingensis (Barbastelle asiatique) (Hodgson, 1855)            | — aucun —                                               | Autochtone                       | Illustration manquante                             | (NE)                | Illustration manquante      |
| Barbastella leucomelas (Barbastelle d'Asie) (Cretzschmar, 1826)               | Asiya enliqulağı                                        | Peut-être autochtone,            | Illustration manquante                             | [ 93 ]              | Barbastelle d'Asie          |
| Plecotus auritus (Oreillard roux) (Linnaeus, 1758)                            | Qonur palazqulaq yarasa                                 | Autochtone                       | Aire de répartition de l'Oreillard roux            | [ 94 ]              | Oreillard roux              |
| Plecotus macrobullaris (Oreillard montagnard) Kuzjakin, 1965                  | Alp uzunqulaq yarasa                                    | Autochtone                       | Aire de répartition de l'Oreillard montagnard      | [ 95 ]              | Oreillard montagnard        |
| Hypsugo savii (Vespère de Savi) (Bonaparte, 1837)                             | Savi şəbpərəsi                                          | Autochtone                       | Aire de répartition de la Vespère de Savi          | [ 96 ]              | Vespère de Savi             |
| Vespertilio murinus (Sérotine bicolore) Linnaeus, 1758                        | İkirəng könlücə                                         | Autochtone                       | Aire de répartition de la Sérotine bicolore        | [ 97 ]              | Sérotine bicolore           |

## Ordre:Artiodactyles

### Famille:Bovidés
| Nom binominal, nom vulgaire et citation d'auteurs               | Nom vulgaire azéri (langue officielle de l'Azerbaïdjan) | Origine et statut en Azerbaïdjan | Aire de répartition                                  | Statut UICN mondial | Image                      |
| --------------------------------------------------------------- | ------------------------------------------------------- | -------------------------------- | ---------------------------------------------------- | ------------------- | -------------------------- |
| Gazella subgutturosa (Gazelle à goitre) (Güldenstädt, 1780)     | Ceyran                                                  | Autochtone                       | Illustration manquante                               | [ 98 ]              | Gazelle à goitre           |
| Bison bonasus (Bison d'Europe) (Linnaeus, 1758)                 | Zubr                                                    | Autochtone (Disparu)             | Aire de répartition du Bison d'Europe                | [ 100 ]             | Bison d'Europe             |
| Bos taurus (Taurin) Linnaeus, 1758                              | İnək                                                    | Autochtone (Disparu)             | Aire de répartition du Taurin                        | (NE)                |                            |
| Capra cylindricornis (Chèvre du Caucase oriental) (Blyth, 1841) | Dağıstan turu                                           | Autochtone                       | Aire de répartition de la Chèvre du Caucase oriental | [ 102 ]             | Chèvre du Caucase oriental |
| Capra hircus (Chèvre égagre) Linnaeus, 1758                     | Bezoar keçisi                                           | Autochtone                       | Aire de répartition de la Chèvre égagre              | [ 103 ]             | Chèvre égagre              |
| Ovis aries (Mouflon oriental) Linnaeus, 1758                    | Muflon                                                  | Autochtone                       | Aire de répartition du Mouflon oriental              | [ 104 ]             | Mouflon oriental           |
| Rupicapra rupicapra (Chamois) (Linnaeus, 1758)                  | Qarapaça                                                | Autochtone                       | Aire de répartition du Chamois                       | [ 105 ]             | Chamois                    |

### Famille:Cervidés
| Nom binominal, nom vulgaire et citation d'auteurs         | Nom vulgaire azéri (langue officielle de l'Azerbaïdjan) | Origine et statut en Azerbaïdjan | Aire de répartition                       | Statut UICN mondial | Image              |
| --------------------------------------------------------- | ------------------------------------------------------- | -------------------------------- | ----------------------------------------- | ------------------- | ------------------ |
| Alces alces (Élan) (Linnaeus, 1758)                       | Sığır                                                   | Autochtone (Disparu)             | Aire de répartition de l'Élan             | [ 107 ]             | Élan               |
| Capreolus capreolus (Chevreuil européen) (Linnaeus, 1758) | Avropa cüyürü                                           | Autochtone                       | Aire de répartition du Chevreuil européen | [ 108 ]             | Chevreuil européen |
| Cervus elaphus (Cerf élaphe) Linnaeus, 1758               | Nəcib maral                                             | Autochtone                       | Aire de répartition du Cerf élaphe        | [ 110 ]             | Cerf élaphe        |
| Cervus nippon (Cerf sika) Temminck, 1838                  | Xallı maral                                             | Allochtone (Introduit)           | Illustration manquante                    | [ 111 ]             | Cerf sika          |

### Famille:Suidés
| Nom binominal, nom vulgaire et citation d'auteurs | Nom vulgaire azéri (langue officielle de l'Azerbaïdjan) | Origine et statut en Azerbaïdjan | Aire de répartition                       | Statut UICN mondial | Image              |
| ------------------------------------------------- | ------------------------------------------------------- | -------------------------------- | ----------------------------------------- | ------------------- | ------------------ |
| Sus scrofa (Sanglier d'Eurasie) Linnaeus, 1758    | Çöldonuzu                                               | Autochtone                       | Aire de répartition du Sanglier d'Eurasie | [ 112 ]             | Sanglier d'Eurasie |

## Ordre:Périssodactyles

### Famille:Équidés
| Nom binominal, nom vulgaire et citation d'auteurs | Nom vulgaire azéri (langue officielle de l'Azerbaïdjan) | Origine et statut en Azerbaïdjan | Aire de répartition              | Statut UICN mondial | Image   |
| ------------------------------------------------- | ------------------------------------------------------- | -------------------------------- | -------------------------------- | ------------------- | ------- |
| Equus hemionus (Hémione) Pallas, 1775             | Qulan                                                   | Autochtone (Disparu)             | Aire de répartition de l'Hémione | [ 113 ]             | Hémione |
| Equus caballus (Cheval) Linnaeus, 1758            | At                                                      | Autochtone (Disparu)             | Aire de répartition du Cheval    | [ 114 ]             | Cheval  |

## Ordre:Carnivores

### Famille:Canidés
| Nom binominal, nom vulgaire et citation d'auteurs      | Nom vulgaire azéri (langue officielle de l'Azerbaïdjan) | Origine et statut en Azerbaïdjan | Aire de répartition                   | Statut UICN mondial | Image          |
| ------------------------------------------------------ | ------------------------------------------------------- | -------------------------------- | ------------------------------------- | ------------------- | -------------- |
| Canis aureus (Chacal doré) Linnaeus, 1758              | Adi çaqqal                                              | Allochtone, ou autochtone        | Aire de répartition du Chacal doré    | [ 117 ]             |                |
| Canis lupus (Loup gris) Linnaeus, 1758                 | Adi canavar                                             | Autochtone                       | Aire de répartition du Loup gris      | [ 118 ]             | Loup gris      |
| Nyctereutes procyonoides (Chien viverrin) (Gray, 1834) | Yenotabənzər it                                         | Allochtone,                      | Aire de répartition du Chien viverrin | [ 120 ]             | Chien viverrin |
| Vulpes vulpes (Renard roux) (Linnaeus, 1758)           | Adi tülkü                                               | Autochtone                       | Aire de répartition du Renard roux    | [ 121 ]             | Renard roux    |

### Famille:Ursidés
| Nom binominal, nom vulgaire et citation d'auteurs | Nom vulgaire azéri (langue officielle de l'Azerbaïdjan) | Origine et statut en Azerbaïdjan | Aire de répartition                | Statut UICN mondial | Image     |
| ------------------------------------------------- | ------------------------------------------------------- | -------------------------------- | ---------------------------------- | ------------------- | --------- |
| Ursus arctos (Ours brun) Linnaeus, 1758           | Qonur ayı                                               | Autochtone                       | Aire de répartition de l'Ours brun | [ 122 ]             | Ours brun |

### Famille:Mustélidés
| Nom binominal, nom vulgaire et citation d'auteurs     | Nom vulgaire azéri (langue officielle de l'Azerbaïdjan) | Origine et statut en Azerbaïdjan | Aire de répartition                        | Statut UICN mondial | Image             |
| ----------------------------------------------------- | ------------------------------------------------------- | -------------------------------- | ------------------------------------------ | ------------------- | ----------------- |
| Lutra lutra (Loutre commune) (Linnaeus, 1758)         | Su samuru                                               | Autochtone                       | Aire de répartition de la Loutre commune   | [ 123 ]             | Loutre commune    |
| Martes foina (Fouine) (Erxleben, 1777)                | Daşlıq dələsi                                           | Autochtone                       | Aire de répartition de la Fouine           | [ 124 ]             | Fouine            |
| Martes martes (Martre des pins) (Linnaeus, 1758)      | Meşə dələsi                                             | Autochtone                       | Aire de répartition de la Martre des pins  | [ 126 ]             | Martre des pins   |
| Meles meles (Blaireau européen) (Linnaeus, 1758)      | Porsuq                                                  | Autochtone                       | Aire de répartition du Blaireau européen   | [ 127 ]             | Blaireau européen |
| Mustela erminea (Hermine) Linnaeus, 1758              | Qaqum                                                   | Autochtone                       | Aire de répartition de l'Hermine           | [ 128 ]             | Hermine           |
| Mustela nivalis (Belette d'Europe) Linnaeus, 1766     | Adi gəlincik                                            | Autochtone                       | Aire de répartition de la Belette d'Europe | [ 129 ]             | Belette d'Europe  |
| Vormela peregusna (Putois marbré) (Güldenstädt, 1770) | Safsar                                                  | Autochtone                       | Aire de répartition du Putois marbré       | [ 130 ]             | Putois marbré     |

### Famille:Procyonidés
| Nom binominal, nom vulgaire et citation d'auteurs    | Nom vulgaire azéri (langue officielle de l'Azerbaïdjan) | Origine et statut en Azerbaïdjan | Aire de répartition                        | Statut UICN mondial | Image               |
| ---------------------------------------------------- | ------------------------------------------------------- | -------------------------------- | ------------------------------------------ | ------------------- | ------------------- |
| Procyon lotor (Raton laveur commun) (Linnaeus, 1758) | Amerika yenotu                                          | Allochtone                       | Aire de répartition du Raton laveur commun | [ 132 ]             | Raton laveur commun |

### Famille:Phocidés
| Nom binominal, nom vulgaire et citation d'auteurs    | Nom vulgaire azéri (langue officielle de l'Azerbaïdjan) | Origine et statut en Azerbaïdjan | Aire de répartition                           | Statut UICN mondial | Image                  |
| ---------------------------------------------------- | ------------------------------------------------------- | -------------------------------- | --------------------------------------------- | ------------------- | ---------------------- |
| Pusa caspica (Phoque de la Caspienne) (Gmelin, 1788) | Xəzər suitisi                                           | Autochtone                       | Aire de répartition du Phoque de la Caspienne | [ 133 ]             | Phoque de la Caspienne |

### Famille:Félidés
| Nom binominal, nom vulgaire et citation d'auteurs | Nom vulgaire azéri (langue officielle de l'Azerbaïdjan) | Origine et statut en Azerbaïdjan | Aire de répartition                   | Statut UICN mondial | Image          |
| ------------------------------------------------- | ------------------------------------------------------- | -------------------------------- | ------------------------------------- | ------------------- | -------------- |
| Acinonyx jubatus (Guépard) (Schreber, 1775)       | Hepard                                                  | Autochtone (Disparu)             | Aire de répartition du Guépard        | [ 135 ]             | Guépard        |
| Felis chaus (Chaus) Schreber, 1777                | Qamışlıq pişiyi                                         | Autochtone                       | Aire de répartition du Chaus          | [ 136 ]             | Chaus          |
| Felis silvestris (Chat sauvage) Schreber, 1777    | Çöl pişiyi                                              | Autochtone                       | Aire de répartition du Chat sauvage   | [ 137 ]             | Chat sauvage   |
| Lynx lynx (Lynx boréal) (Linnaeus, 1758)          | Adi vaşaq                                               | Autochtone                       | Aire de répartition du Lynx boréal    | [ 138 ]             | Lynx boréal    |
| Otocolobus manul (Chat de Pallas) (Pallas, 1776)  | Manul                                                   | Autochtone                       | Aire de répartition du Chat de Pallas | [ 139 ]             | Chat de Pallas |
| Panthera leo (Lion) (Linnaeus, 1758)              | Şir                                                     | Autochtone (Disparu)             | Aire de répartition du Lion           | [ 140 ]             | Lion           |
| Panthera pardus (Léopard) (Linnaeus, 1758)        | Bəbir                                                   | Autochtone                       | Aire de répartition du Léopard        | [ 141 ]             | Léopard        |
| Panthera tigris (Tigre) (Linnaeus, 1758)          | Pələng                                                  | Autochtone (Disparu)             | Aire de répartition du Tigre          | [ 143 ]             | Tigre          |

### Famille:Hyaénidés
| Nom binominal, nom vulgaire et citation d'auteurs | Nom vulgaire azéri (langue officielle de l'Azerbaïdjan) | Origine et statut en Azerbaïdjan | Aire de répartition                   | Statut UICN mondial | Image       |
| ------------------------------------------------- | ------------------------------------------------------- | -------------------------------- | ------------------------------------- | ------------------- | ----------- |
| Hyaena hyaena (Hyène rayée) (Linnaeus, 1758)      | Zolaqlı kaftar                                          | Autochtone                       | Aire de répartition de la Hyène rayée | [ 144 ]             | Hyène rayée |